# Nevadas en Argentina del 22 de julio de 2009

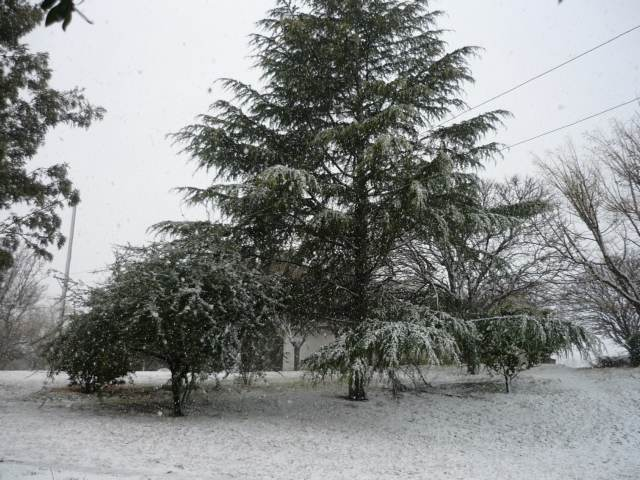
Nevada en Henderson, provincia de Buenos Aires.

Las nevadas históricas del 22 de julio de 2009, fueron una serie simultánea de caída de nieve en lugares donde esta es inusual, y que afectaron a gran parte de la Argentina, aún más a las provincias de Córdoba y San Luis, pero generalmente, menos intensa que la nevada de 2007. En esta ocasión, no nevó en el centro de la Ciudad de Buenos Aires, pero sí alcanzó a nevar en Ezeiza y en el aeroparque Jorge Newbery, siendo en este último en forma de una muy pequeña cantidad de aguanieve y pequeños copos.

## Comienzo
El 21 de julio, gran parte de la Argentina fue abatida por una gran depresión que ocasionó lluvias intensas y vientos fuertes de más de 40 km/h. En ciudades como Mar del Plata, se originó un temporal a media tarde, donde las aguas del Océano Atlántico, golpeaban la costa atlántica, haciendo que esta ingresase saltando los murales de defensa contra olas marítimas.

Mientras tanto, en Buenos Aires, se desarrollaba una copiosa lluvia que dejó algunas zonas completamente bajo agua. En el sur de esta provincia, se producía ya la llegada de un frente polar que, con ayuda del agua de precipitación, haría elevar la humedad, y por ende, bajar la temperatura, más precisamente la sensación térmica, en donde en casi todo el país, bajó considerablemente, desde los -1 °C en el norte y centro del país, hasta los -4 °C y -25 °C, en el centro y el sur (Patagonia). Una corriente polar acompañó esta borrasca, precedida por una ola de masa de aire muy frío que avanzó hasta las provincias de Chaco, Salta, y los países vecinos de Paraguay, Brasil y Uruguay.

## La nieve y ola polar
En la mañana del miércoles 22 de julio de 2009, en algunos lugares como Bahía Blanca, comenzó a caer nieve tomando por sorpresa a la población, a eso de las 9:00, cuando la temperatura era de -4,5 °C, también comenzó a caer en el resto del sur, centro y parte del norte de la provincia de Buenos Aires. En localidades como Bariloche, Puerto Madryn, Río Gallegos, etc, la temperatura mínima bajó hasta tocar en promedio los -12,3 °C aproximadamente.

A media mañana también, se reportó que caía nieve en Mendoza, Tucumán, San Luis, Córdoba, donde en estos tres últimos lugares, es menos frecuente que se vea grandes caídas de nevadas. En el norte de la provincia de Buenos Aires, precisamente en Ezeiza, y en lugares como Marcos Juárez (Córdoba), se reportó a media mañana caída de aguanieve, hasta que, a media tarde, comenzó a nevar intensamente. En las provincias del litoral argentino, las temperaturas descendieron hasta alcanzar un promedio de -1 °C a las 2:00 (23 de julio), pero no hubo reportes de precipitación invernal, salvo en la provincia de Corrientes, donde se registró caída de aguanieve.

## Consecuencias del fenómeno
- La ola polar dejó muy bajas temperaturas en las áreas de la Argentina, donde este fenómeno es inusual, como en el Chaco Central, donde las temperaturas bajaron mucho más allá de 0°, con pequeña caída de aguanieve.
- Originaron serios cortes de autovía y carretera provinciales, como es el caso de Córdoba, y nacionales, como la RN 3.
- Por el frío intenso, y la profundización del virus A-H1N1, se adicionó una semana más (hasta el 3 de agosto), para el fin de receso invernal en varias provincias. La primera en adicionarse esta prolongación fue Santa Fe.